# Куб (фильм)
«Куб» (англ. Cube) — научно-фантастический психологический триллер 1997 года. Первый полнометражный фильм канадского режиссёра Винченцо Натали. В центре сюжета — шесть человек, проснувшихся в лабиринте множества комнат, которые должны найти выход, прежде чем погибнут от голода, жажды или ловушек. Слоган киноленты — «Не ищи причину. Ищи путь наружу». Главные роли в фильме исполнили Николь де Бур, Морис Дин Уинт и Дэвид Хьюлетт.
Несмотря на маленький бюджет, фильм получил высокие отзывы зрительской аудитории и признание критиков, получив статус культового. Картина собрала множество престижных наград различных кинофестивалей, в том числе «Серебряного Ворона» Брюссельского кинофестиваля фантастических фильмов, премии канадского общества кинематографистов, приз зрительских симпатий и гран-при кинофестиваля в Жерармере, а также премию за лучший фильм на фестивалях в Пучхоне, Каталонии, Сатбери и Торонто. Высоко были оценены неожиданные повороты сюжета, напряжённость действия, и клаустрофобное настроение фильма. Также была высоко оценена актёрская игра исполнителей главных ролей. «Куб» стал первой картиной трилогии.

## Сюжет
Мужчина, одетый в робу с надписью «Alderson», находится в кубической комнате средних размеров. Он открывает люк в стене помещения, заглядывает в отверстие и закрывает люк. Это повторяется несколько раз, и наконец человек запрыгивает в одну из комнат, где его разрезает металлическая сетка. В другой комнате встречаются ещё несколько людей. В компании оказываются Хелен Холлоуэй, Квентин, Джоан Левен и Дэвид Уорт. Никто не знает, как они попали в это место. Через некоторое время в комнату через люк попадает мужчина по имени Ренн. Он оказывается уголовником с большим опытом побегов. Ренн бросает ботинок в одну из соседних комнат, держа его за связанные в канат шнурки. В комнате срабатывает огнемёт. Проверив другую комнату и признав её безопасной, мужчина входит туда и зовёт за собой остальных пленников. Мужчина проверяет ещё одну комнату, но там Ренну в лицо выбрызгивается кислота. Ему помогают вернуться обратно, но вскоре Ренн умирает.
По пути пленники обмениваются сведениями о себе. Хелен работает врачом, Квентин — полицейский, а Джоан Левен — школьница, увлекающаяся математикой. Уорт оказывается инженером, который однажды проектировал кубический каркас некоего сооружения. Члены группы начинают подозревать, что это и было то место, где они сейчас находятся. Однако Уорт не знал, что должно находиться внутри помещения. По пути компания находит молодого человека по имени Казан. Парень выглядит психически больным, но способен понимать окружающих. Холлоуэй настаивает, чтобы его взяли с собой.
Левен, на основе информации о каркасе, полученной от Уорта, начинает понимать примерное устройство Куба. Она предлагает определённый маршрут, утверждая, что выходом является одна из комнат. Также девушка заключает, что ловушки находятся в комнатах, в номерах которых есть простые числа. В одной из потенциально безопасных комнат Квентин оказывается раненым проволокой, что частично опровергает первичную гипотезу. Пленники вынуждены пройти комнату, сенсоры которой реагируют на звук. Квентин пытается захватить позицию лидера группы. Также он часто делает выпады в сторону Казана и Уорта. Всем остальным с трудом удаётся его успокаивать. Одна из комнат оказывается боковой, имеющей с одной из сторон выход в пустоту, а не в другую комнату. Внешний мир оказывается закрытым дополнительным корпусом, расположенным на значительном расстоянии от комнат Куба. Пленники связывают свои робы, чтобы спустить кого-то вниз. Как одну из самых лёгких, выбирают Хелен. Однако длины импровизированной верёвки не хватает, Хелен раскачивается, пытаясь достать до внешней оболочки. В этот момент из-за встряски комнаты все теряют равновесие и роняют верёвку. Квентину удаётся поймать Холлоуэй, но через несколько секунд он отпускает её руку и она падает. Остальным Квентин говорит, что Хелен не удержалась.
Компания старается спуститься в нижние комнаты и натыкается на погибшего Ренна. Так как одна из сторон комнаты теперь не имеет соседей, Левен заключает, что комнаты Куба могут перемещаться. Такое предположение объясняет шум, толчки и сильную вибрацию, которую пленники периодически ощущали. Команда решает отдохнуть. Квентин пытается сбежать с Левен, но полицейского останавливают. Джоан уточняет свою гипотезу: о ловушке свидетельствуют не простые числа, а степени простых чисел. Однако девушка заявляет, что подобные вычисления обладают «астрономической сложностью». В это время Казан начинает комментировать рассуждения девушки-математика. Оказывается, он обладает способностью феноменально быстро находить ответ в данной задаче. В одном из следующих эпизодов Уорт сталкивает Квентина в нижнюю комнату. Левен, Уорт и Казан сбегают. Герои быстро приближаются к выходу.
Пленники обнаруживают комнату-мост, которая по предположениям может переместиться за пределы Куба. После перемещения в люке вместо пустоты ярко горит дневной свет. Первым выходит Казан. Уорт впадает в депрессию и говорит, что не заслуживает свободы. Левен уговаривает его выходить. В это время появившийся Квентин насквозь протыкает девушку фрагментом дверной ручки. В следующее мгновение полицейский ранит инженера, а сам пытается выйти через открытый люк. Но в последний момент Уорт хватает Квентина за ногу. Комната сдвигается вбок, начиная свой очередной путь по лабиринту, разрубая Квентина. Раненый Уорт ложится на пол. Казан идёт вперёд и оказывается залит ярким белым светом.

### Куб
Функциональное устройство Куба было придумано математиком Дэвидом Правика (англ. David W. Pravica). Куб состоит из внешней оболочки — саркофага — и внутреннего куба. Одна сторона внешней оболочки имеет длину 434 фута (~132 метра). Внутренний куб состоит из 17 576 кубических комнат (за вычетом некоторого количества комнат, благодаря отсутствию которых обеспечивается движение остальных), ребро каждой из которых имеет длину 15,5 футов (~4,72 метра). Между внутренним кубом и оболочкой существует пространство, равное 15,5 футам. Каждая комната помечена тремя идентификационными номерами, например, 517 478 565. Эти числа кодируют начальные координаты комнаты в системе координат х, у, z. Числа также определяют движение комнаты и её последующую позицию, которые получаются путём циклического вычитания цифр друг из друга. Результирующие числа затем последовательно добавляют к исходным. Только одна комната («комната-мост») может соприкасаться с внешним саркофагом. В каждой комнате находится по шесть дверей — в центре стен, пола и потолка.
Герои картины строили различные предположения о Кубе, в частности о том, что он мог быть построен военно-промышленным комплексом, космическими пришельцами или некими «богачами». Режиссёр картины Винченцо Натали говорил:
Происхождение Куба покрыто тайной. Об этом говорится в сюжете, и на самом деле, мы видим, что один из персонажей принимал участие в создании Куба, но даже он не имел полного представления о том, что это сооружение из себя представляет. Его сущность на самом деле никогда не раскрывается полностью <…> И для себя и для людей, с которыми я писал сценарий, было более интересным оставить неопределённость и таким образом дать место для интерпретаций.Оригинальный текст (англ.)It's a bit of a mystery. It's explored in the story and indeed we find out that one of the characters who's in there was involved in the making of it, but even he doesn't have full knowledge of what it is. It's actually never fully revealed. It's always left as a bit of a mystery. For myself and the people who I wrote it with, it was more interesting to leave it to grieve ambiguity so there's room for interpretation.

## В ролях
| Актёр           | Роль             |
| --------------- | ---------------- |
| Николь де Бур   | Джоан Левен      |
| Морис Дин Уинт  | Квентин          |
| Дэвид Хьюлетт   | Дэвид Уорт       |
| Никки Гуаданьи  | Хелен Холлоуэй   |
| Эндрю Миллер    | Казан            |
| Уэйн Робсон     | Ренн «Крапивник» |
| Джулиан Ричингс | Алдерсон         |

## Производство и прокат
| |  |  |  |  |  |
| Актёрский состав фильма «Куб»: Николь де Бур, Дэвид Хьюлетт, Эндрю Миллер, Джулиан Ричингс, Морис Дин Уинт, Никки Гуаданьи |  |  |  |  |  |

Идею фильма Натали вынашивал около пяти лет. Основной замысел был обусловлен прагматичными соображениями — крайне ограниченным бюджетом. Из-за небольшого количества средств Винченцо планировал снять приключенческую картину, либо фильм в жанре саспенс, в котором действие происходит только в одной комнате. Помимо Натали, над сценарием работали Грэм Мэнсон и друг детства режиссёра Андре Бьелич. Основная идея фильма достаточно проста — шесть человек, проснувшись в лабиринте бесконечных комнат, должны найти выход, прежде чем умрут от голода и жажды. Однако перекладывая идею на бумагу, команда «разрабатывала китайскую головоломку с нуля». Закончив сценарий, режиссёр считал, что самая сложная часть работы осталась позади, однако приступив к съёмкам, он понял, что ошибался. В раннем варианте сюжета персонажи должны были найти остатки инопланетной еды. Потом от этой идеи отказались, чтобы сделать происхождение Куба более таинственным.
«Куб» был снят за 20 дней на складе звукозаписывающей студии Wallace Film в Торонто. Для съёмок была построена всего одна кубическая комната со сторонами в 14 футов (около 4,3 м). Внешняя простота Куба была замаскирована под сложный интерьер. Цвет комнаты изменяли с помощью сменных панелей. Фильм снимали последовательно для каждого цвета, так как смена панелей требовала времени. Изначально планировалось сделать шесть цветов для комнаты, но из-за небольшого бюджета использовано было только пять. На съёмках присутствовала всего одна работоспособная дверь. В первый же день съёмок съёмочная группа столкнулась со сложной проблемой — механический люк, соединяющий комнаты Куба, был настолько тяжёлым, что даже Морис Дин Уинт, обладающий крепким телосложением, не мог сдвинуть его. Так как весь сценарий вращался вокруг открытия и закрытия дверей, решено было снимать большую диалоговую сцену. Мастер спецэффектов Уильям Филлипс переделал конструкцию двери буквально из подручных материалов, купленных в хозяйственном магазине.
Учитывая скромный бюджет, Натали тщательно распланировал каждую сцену путём раскадровки. Даже самый амбициозный эпизод, в котором Алдерсон распадается на кусочки, работал как и было задумано. Компания C.O.R.E. изготовила все цифровые спецэффекты для фильма бесплатно.
Имена всех персонажей фильма выбраны не случайно и взяты из названий различных тюрем: Квентин — это тюрьма Сан-Квентин в Калифорнии, известная своими жестокими условиями. Казан — Казанская тюрьма (Татарстан), Холлоуэй — женская тюрьма Холлоуэй в Лондоне, Ренн — тюрьма в Ренне, Франция, Алдерсон — тюрьма в одноимённом городе, расположенном в Западной Виргинии, Левен и Уорт — тюрьма в городе Левенуорт, Канзас. Натали отмечал, что актёрам достались сложные роли — поскольку в фильме минимум действия, им приходилось полностью полагаться на лицевое и речевое взаимодействия, чтобы выразить свои эмоции и страхи. Впоследствии Николь восторженно отзывалась об актёрской игре Дэвида Хьюлетта. Хьюлетт был старым знакомым режиссёра. Он считал свою роль самой болезненной и одной из самых любимых за свою карьеру. Он был убеждён, что испытываемый им дискомфорт и напряжение передавались его герою.
Съёмки Натали считал катастрофой, и был очень удивлён, когда кино получило международное признание: «Если бы на тот момент мне сказали, что „Куб“ выйдет в широкий прокат и получит продолжение, я бы упал со стула». Бюджет фильма, по разным оценкам, составил 350—365 тысяч канадских долларов (около 300 тысяч долларов США). «Куб» стартовал в ограниченном прокате в США 11 сентября 1998 года. Первая неделя принесла всего 57 тысяч долларов, всего в домашнем прокате лента собрала чуть больше 500 тысяч. Во Франции, однако, касса фильма составила 10,3 млн долларов. «Куб» стал пятым художественным фильмом, выпущенным в рамках проекта Центра канадского кино. На видеокассетах «Куб» вышел в 1999 году, а в формате Blu-ray — в 2012. В Сингапуре картина была выпущена в несколько сокращённом виде — минимальные изменения затронули восемь сцен. Музыку к фильму писал Марк Корвен. Саундтрек, состоящий из пяти композиций, общей продолжительностью чуть более 20 минут, появился в iTunes 1 января 2008 года. Лейбл Radar Records издал его 18 марта.
В 2023 году фильм вошёл в число 23 картин, которые были оцифрованы и восстановлены в рамках новой программы «Canadian Cinema Reignited», направленной на сохранение классики канадского кино. 4K-реставрация фильма была представлена на 28-м Международном фестивале фантастического кино «Фантазия» 30 июля 2024 года.
| №                   | Название            | Длительность |
| ------------------- | ------------------- | ------------ |
| 1.                  | «Why Are We Here»   | 5:11         |
| 2.                  | «The Rope»          | 4:13         |
| 3.                  | «Prime Numbers»     | 3:18         |
| 4.                  | «Wrong Door»        | 2:26         |
| 5.                  | «Escape»            | 6:43         |
| Общая длительность: | Общая длительность: | 21:51        |

## Отзывы и популярность

### Номинации и награды
| Год  | Премия                                                   | Категория                                        | Номинанты             | Результаты |
| ---- | -------------------------------------------------------- | ------------------------------------------------ | --------------------- | ---------- |
| 1999 | «Сатурн»                                                 | «Лучший фильм на видео»                          | «Куб»                 | Номинация  |
| 1999 | Брюссельский кинофестиваль фантастических фильмов        | «Серебряный Ворон»                               | Винченцо Натали       | Победа     |
| 1999 | «Премия канадского общества кинематографистов»           | «Лучшая операторская работа в театральном жанре» | Дерек Роджерс         | Победа     |
| 1999 | «Фанташпорту»                                            | «Приз жюри»                                      | Винченцо Натали       | Победа     |
| 1999 | «Фанташпорту»                                            | «Лучший фильм»                                   | Винченцо Натали       | Победа     |
| 1999 | «Фанташпорту»                                            | «Лучшие спецэффекты»                             | Боб Мунро и др.       | Победа     |
| 1999 | «Джини»                                                  | «Лучший монтаж»                                  | Джон Сандерс          | Номинация  |
| 1999 | «Джини»                                                  | «Лучшая работа художника-постановщика»           | Ясна Стефанович       | Номинация  |
| 1999 | «Джини»                                                  | «Лучшее музыкальное сопровождение»               | Марк Корвен           | Номинация  |
| 1999 | «Джини»                                                  | «Лучший звук»                                    | Дарси Кайт и др.      | Номинация  |
| 1999 | «Джини»                                                  | «Лучший монтаж звука»                            | Сью Конли и др.       | Номинация  |
| 1999 | Кинофестиваль в Жерармере                                | «Приз зрительских симпатий»                      | Винченцо Натали       | Победа     |
| 1999 | Кинофестиваль в Жерармере                                | «Гран-при»                                       | Винченцо Натали       | Победа     |
| 1999 | Кинофестиваль в Жерармере                                | «Премия международных критиков»                  | Винченцо Натали       | Победа     |
| 1999 | Международный фестиваль фантастических фильмов в Пучхоне | «Выбор жюри»                                     | Винченцо Натали       | Победа     |
| 1999 | Международный фестиваль фантастических фильмов в Пучхоне | «Лучший фильм в Пучхоне»                         | Винченцо Натали       | Номинация  |
| 1998 | Международный кинофестиваль в Каталонии                  | «Лучший фильм»                                   | Винченцо Натали       | Победа     |
| 1998 | Международный кинофестиваль в Каталонии                  | «Лучший сценарий»                                | Винченцо Натали и др. | Победа     |
| 1997 | Международный кинофестиваль в Сатбери                    | «Лучший игровой фильм Онтарио»                   | Винченцо Натали       | Победа     |
| 1997 | Международный кинофестиваль в Торонто                    | «Лучший канадский художественный фильм»          | Винченцо Натали       | Победа     |

### Обзоры
Пользователи сайта Internet Movie Database в среднем поставили фильму 7,3 баллов из 10 возможных. Интернет-портал Rotten Tomatoes отметил фильм 63 % рейтингом, который составлялся на основе 40 рецензий, 25 из которых были положительные, 15 — негативные. На сайте Metacritic рейтинг «Куба», основанный на 12 обзорах, составил 61 балл из 100. Журнал «Мир фантастики» включил трилогию о Кубе в рейтинг «Сокровищница кинематографа» в жанре научной фантастики. Рецензенты отмечали, что фильм о футуристической тюрьме стал самой клаустрофобической картиной из когда-либо снятых в Канаде. Они также хвалили интригу, политические аллегории, неоднозначность, неожиданные повороты сюжета, напряжённость действия, минималистичное музыкальное сопровождение. Нередко картину называли культовой. Ряд рецензентов выделяли недостатки работы Натали — так, Los Angeles Times не понравилась математическая подоплёка картины, а The New York Times, San Francisco Chronicle, Variety и TV Guide посчитали слабыми ряд диалогов. Reel Film Reviews отмечал, что после часа просмотра кино ощутимо «выдыхается», однако позже выходит «на впечатляющую финишную прямую».
Михаил Попов, сотрудник журнала «Мир фантастики», заявил, что для производства культового фильма не требуется больших средств, и кино, «снятое за сущие копейки», нередко оказывается настоящим шедевром. Фильм был охарактеризован как произведение искусства, самое ценное в котором — уникальная сюжетная линия и первосортная игра актёров. Уровень постановки киноленты обеспечивается чувствами, эмоциями и взаимоотношениями актёров. В итоге, «Куб» — это не просто триллер, это гимн клаустрофобии, рассказывающий о борьбе человека с самим собой. Критик выразил мысль о том, что первая часть получилась наиболее удачной в трилогии, и она порадует людей как с техническим складом ума, так и с гуманитарным. Евгений Ухов, обозреватель Film.ru, называл картину одной из самых загадочных и необъяснимо притягательных работ в своём жанре, наполненную философией, религией и динамичной битвой за жизнь.
Персонажи картины разноплановы. Квентин поначалу даёт мотивацию к спасению и проявляет лидерские качества, но по мере развития сюжета превращается в психопата. Левен — математический гений, обладающая острым умом и хорошими аналитическими способностями. Хэллоуэй — врач и заядлый конспиролог, слегка неуравновешенна, несколько параноидальна и склонна к панике. Уорт — задумчивый архитектор, один из конструкторов Куба, по своей природе замкнут и циничен. Аутист Казан является савантом и со временем приобретает статус «Джокера в уравнении». Казана сравнивали с персонажем Дастина Хоффмана из «Человека дождя» и Форрестом Гампом. Воспоминания персонажей туманны; никто не может вспомнить, как они попали в лабиринт. Чередуя сотрудничество и конфликты, герои ищут мифический выход из Куба. Натали не боится вмешиваться в ожидания аудитории касательно судеб персонажей, что делает картину непредсказуемой. Актёрский ансамбль показывает выдающуюся работу на кинематографическом эквиваленте голой сцены.
Обозреватель Los Angeles Times считает, что режиссёр поступил мудро, не давая объяснений, кто построил «Куб» и почему именно герои фильма оказались в его стенах. AllMovie называла ленту триумфом воображения над бюджетом. К одному из самых завораживающих моментов фильма относили сцену с комнатой, в которой ловушка реагировала на звук. «Куб», возможно, был вдохновлён эпизодом «Пять персонажей в поисках выхода» телесериала «Сумеречная зона». Рецензенты отметили, что атмосфера киноленты напоминает «Процесс» Франца Кафки, а на сценарную основу устройства Куба, возможно, повлиял рассказ Роберта Хайнлайна «Дом, который построил Тил». Критики также видели некую общность с фильмами «Сфера», «Пи» «THX 1138» и сериалом «Заключённый». Конструкцию Куба сравнивали с гигантским кубиком Рубика.

### Наследие
Официальных адаптаций по фильму выпущено не было, однако «Куб» оказал определённое влияние на развитие игровой и киноиндустрии. Сцену с лазерными сетками добавили в Resident Evil 4. Режиссёр Пол Андерсон настолько проникся первой сценой фильма, в которой Алдерсона убивают металлической сеткой, что включил похожий эпизод в киноленту «Обитель зла». В этой сцене снимался Колин Сэлмон, позже его персонажа убили похожим образом в фильме «Чужой против Хищника». Влияние ленты чувствуется в фильмах «Пила», «Страшная воля богов», «Смертельный лабиринт», «Платформа», стилистика заметна в игре Portal.
Спустя пять лет после выхода фильма было снято продолжение под названием «Куб 2: Гиперкуб» и несколько позже предыстория — «Куб Ноль». Натали не имел к этим работам никакого отношения. Сам он не хотел снимать продолжение, объясняя это тем, что он уже высказал свои мысли в первой картине.
В 2015 году издание The Hollywood Reporter сообщило, что компания Lionsgate планирует выпустить ремейк. Проект создавался Роем Ли из Vertigo Entertainment (продюсер «Лего. Фильм», «Полтергейст») и Джоном Спэйтсом (сценарист «Доктора Стрэнджа»). Лента получила название «В Кубе» (англ. Cubed). Режиссёром был назначен Саман Кэш, наиболее известный своим короткометражным фильмом «Контролируй» (англ. Controller). Сценарий должен был написать Грэй Грэутрон. Создатели обещали снять фильм о зарождении новой «цифровой» расы. Спэйтс работал над проектом полтора года. Он отмечал, что ищет новое творческое направление, вдохновляясь видением «этого оригинального, независимого, высокого концептуального фильма». В 2016 году Кэш сделал заявление, что появление фильма зависит от расторопности студии и что в ближайшее время его ожидать не стоит. Американский ремейк так и не появился на свет. Однако в 2021 году был выпущен японский ремейк от режиссёра Ясухико Симидзу.